# Dorpsstraat (Bakel)
De Dorpsstraat is een straat die door de kern van Bakel de Nederlandse gemeente Gemert-Bakel (Noord-Brabant) loopt.

## Monumenten

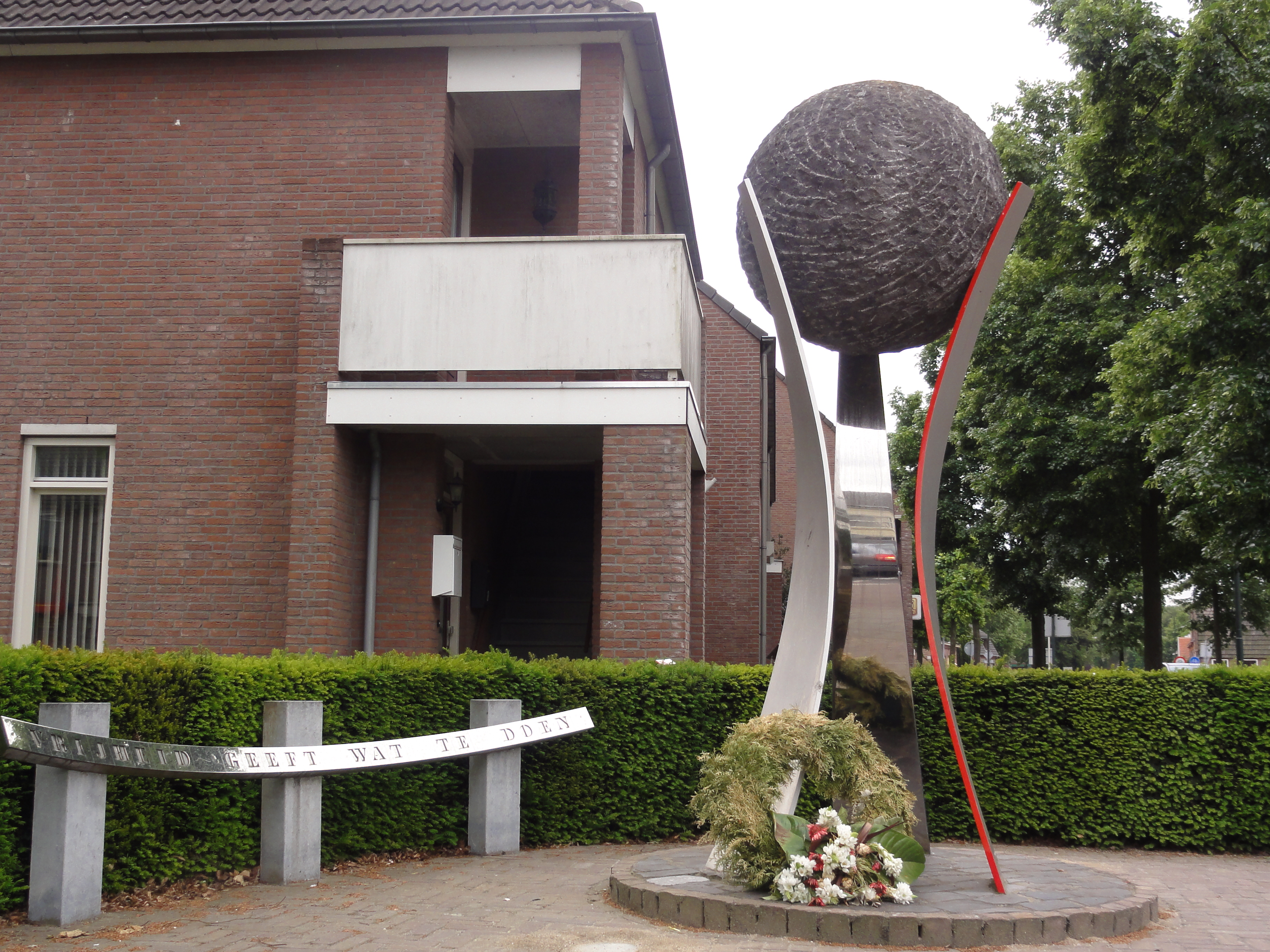
Oorlogsmonument op de hoek van de Dorpsstraat

Langs de Dorpsstraat in Bakel zijn zes monumenten terug te vinden. Het betreft hier onder meer monumentale bomen, gemeentelijke monumenten, beeldbepalende monumenten en historische bebouwing.
- Nummer 1: monumentale bomen (plantjaar: 1860-1870), rooms-katholieke pastorie (vermoedelijk 1818), bakhuis bij de pastorie
- Nummer 25-27: voormalig schoolgebouw (jongensschool)
- Nummer 33: gemeentelijk monument
- Nummer 42: historische bouwkunst (circa 1930)

## Geschiedenis
Enkele decennia geleden was de Dorpsstraat nog niet zo lang als vandaag. Enkele gedeelten van de straat heetten toen anders, zoals Milheezeweg en Kerkstraat. De naam Milheezeweg wordt nu nog weleens gebruikt als roepnaam voor deze weg. Een twintigtal jaar geleden bestond de Dorpsstraat uit grijze betonklinkers, en was ze een stuk breder. Nu is ze smaller en opnieuw ingericht met een oog op een dorpskarakter.